# AT&Tスタジアム
AT&Tスタジアム（エーティーアンドティー・スタジアム、英語: AT&T Stadium）は、アメリカ合衆国テキサス州アーリントンにある開閉式屋根の多目的スタジアム。2009年5月27日開場。NFLのダラス・カウボーイズの本拠地やカレッジフットボール六大ボウルゲームの一つであるコットンボウルの開催スタジアムとして知られている。旧称、カウボーイズ・スタジアム（Cowboys Stadium、2009年から2013年）。
アーリントン市が所有するこのスタジアムは、他にもコンサート、バスケットボールの試合、サッカー、大学や高校のフットボールの試合、ロデオ、モトクロスやスパルタンレースなどに使用される。1971年から2008年のシーズンまでカウボーイズの本拠地として使用されていた、テキサス・スタジアムに代わるものとして建設された。カウボーイズのオーナーであるジェリー・ジョーンズから「ジェリー・ワールド」とも呼ばれている。NFLレギュラーシーズンゲームの観客動員記録は2009年に樹立した105,121人。また、世界で31番目に大きい高解像度ビデオスクリーンを備えている。

## 概要
1994年、テキサス・スタジアムに代わるダラス・カウボーイズの新スタジアムをアーリントンに建設する計画が建てられた。2004年に、アーリントン市の住民投票で、市の消費税の0.5%増などで同スタジアムの建設費の債券を償還することが決定された。
2005年9月20日に起工、大型映像装置は三菱電機製のオーロラビジョンが取り付けられた。幅48m高さ22m面積1051㎡に及ぶこの映像装置は「世界最大のフルハイビジョン対応の映像スクリーン」として、2009年にギネス世界記録に認定されている。
2009年5月13日に、球場名を「カウボーイズ・スタジアム」とすることが発表された。これについて、命名権の売買が世界金融危機のため、上手くまとまらなかったためと観測されている。
6月6日に行われた、ジョージ・ストレイトやブレイク・シェルトンらのコンサートが最初のイベントとなった。8月21日のプレシーズンゲーム、テネシー・タイタンズ戦では同チームのパンターが蹴ったボールがスタジアム上部の巨大スクリーンに衝突した。ただし、スクリーンはNFLが定めた設置基準は満たしていた。
2010年3月13日、マニー・パッキャオとジョシュア・クロッティの間で行われたWBO世界ウェルター級タイトルマッチの会場としても使用され、21世紀の国内プロボクシング興行としては最多となる41,843人を動員した。同年にはNBAオールスターゲームが開催。108,713人を動員し本会場の最多動員を記録した。この記録は屋内式会場における最多観客動員数としてギネス世界記録に認定されている。
2011年には第45回スーパーボウルが開催。これまでの最高動員である1980年に行われた第14回スーパーボウルの103,985人を更新するため仮設スタンドを増席したが、直前になり安全性に問題が残ることが発覚し急遽該当する席を廃止、結果として動員数も103,219人と過去最高に766人不足したため記録更新とはならなかった。
2013年7月25日、大手通信会社AT&Tが命名権を取得、年間1700万-1900万ドル契約となり、AT&Tスタジアムとなった。
2014年、NCAA男子バスケットボールトーナメントファイナルフォーが開催され、決勝戦にはビル・クリントン、ジョージ・W・ブッシュ元アメリカ大統領が来賓に招かれ、ジェリー・ジョーンズオーナーの隣で観戦した。2030年も開催予定。
2015年はACM賞授賞式とカレッジフットボール全米王座決定戦の開催、2016年と2022年にはWWE最大の祭典レッスルマニア32、レッスルマニア38が開催された。
2026年に開催される2026 FIFAワールドカップの会場として使用される予定であるが、大会期間中は施設命名権行使禁止規定により、名称が一時的に「ダラススタジアム」となる。

## 建設・設計

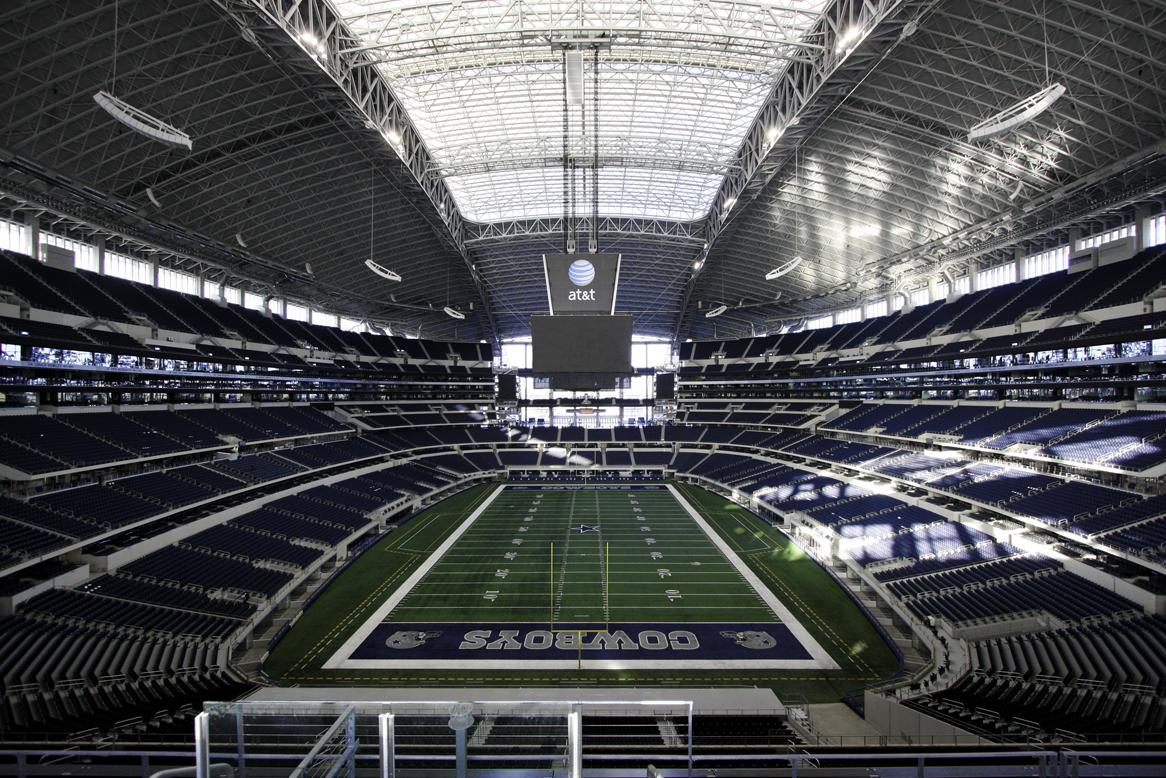
スタジアム内部

当初は6億5000万ドルと見積もられていたものの、実際の建設費は11億5000万ドルに上り、これまでに建設されたスポーツ施設の中で最も高価なものの一つとなった。カウボーイズのオーナー兼ゼネラルマネージャーであるジェリー・ジョーンズが新スタジアムの建設費を支払うため、アーリントン市の有権者は、市の売上税を0.5％、ホテル占有税を2％、レンタカー税を5％増額することを承認した。アーリントン市は、資金として利子を含む3億2500万ドル以上の債券を提供し、コスト超過分はジョーンズが負担した。また、NFLは、新スタジアム建設のための資金調達を促進する方針に基づき、カウボーイズに1億5000万ドルの追加融資を行った。
スタジアムは、リベリア一国よりも多くの電力を使用していると言われている。

## 名称
スタジアムの名称が決まってなかった頃から、多くのファンは「ジェリー・ワールド」、「デス・スター」、「ダラスの宮殿」、「カウボーイズ大聖堂」、「ジェラシック・パーク」などのニックネームで呼んでいた。 また、長年カウボーイズのコーチを務めたトム・ランドリーにちなんだ名前をつけてほしいという一部のファンの請願もあった。
2009年5月13日、ジェリー・ジョーンズは正式名称を「カウボーイズ・スタジアム」にすると発表した。
2013年7月25日、ジョーンズは、カウボーイズがAT&Tに命名権を付与することに合意したと発表した。そして直後に「AT&Tスタジアム」へと名称は変更された。スポンサー契約は年間約1,700～1,900万ドルと報じられた。 

## 大型映像装置

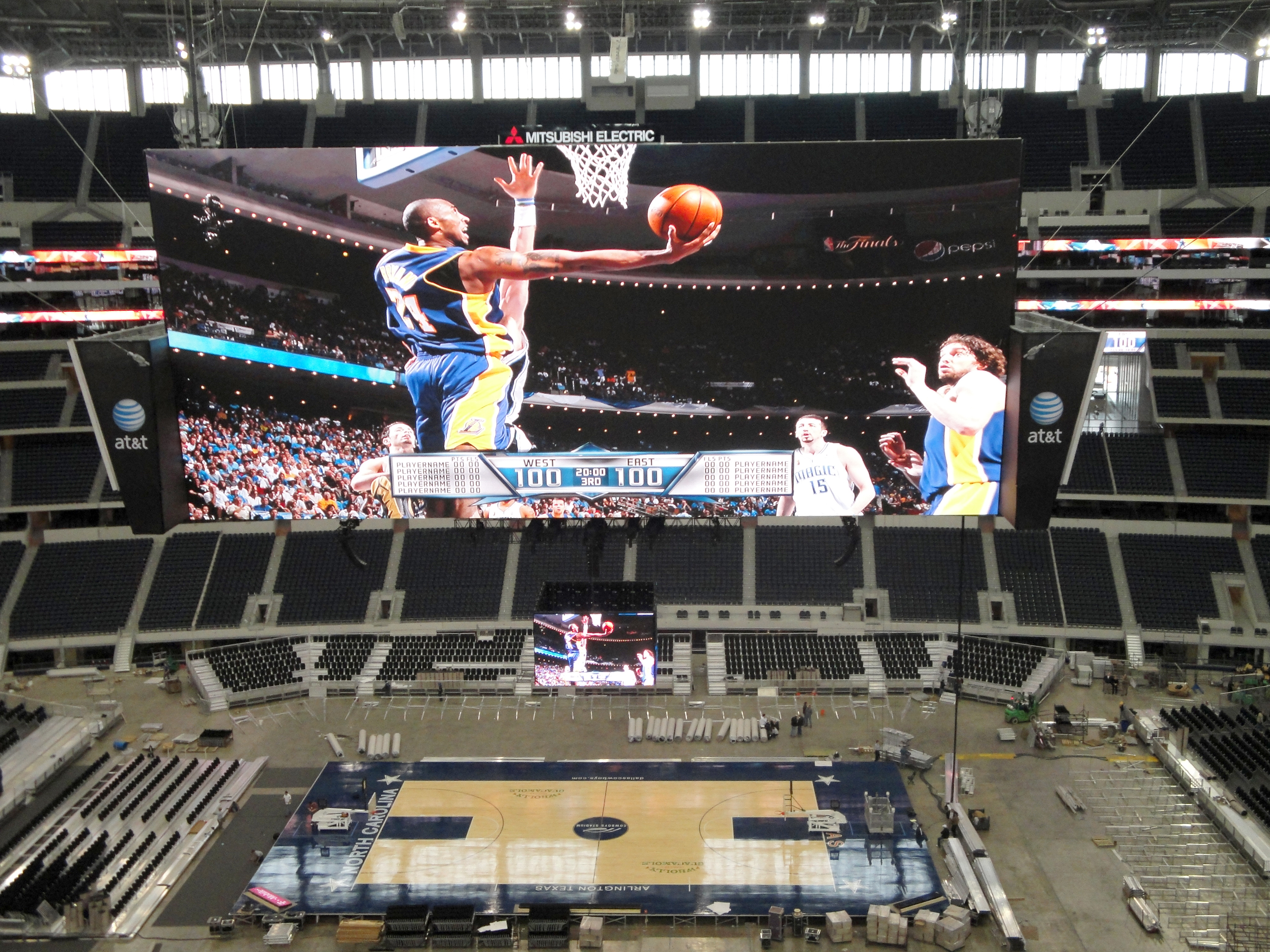
ビデオボードとバスケットコート

2009年9月28日のカロライナ・パンサーズ戦で、三菱電機の会長とカウボーイズのオーナーのジェリー・ジョーンズに世界最大のHDビデオディスプレイのギネス世界記録証明書を授与された。 2010年のNBAオールスターゲームなど、スタジアムで行われるバスケットボールの試合では、大型映像装置は実際のコートよりも大きいものとなる。